# Marcel Bryau
 (décembre 2013).
Louis-Marcel Aubry, dit Marcel Bryau est un assistant réalisateur, un régisseur général, un producteur et comédien français né le 17 mai 1899 à Sainte-Aulde (Seine-et-Marne) et mort le 29 novembre 1972 à Paris (10e) à l'âge de 73 ans.

## Biographie

### Carrière

#### Cinéma
Marcel Bryau collabore, en qualités d'assistant réalisateur, de régisseur général ou de directeur de la production, à de nombreux films :
- Trois pour cent en 1933 avec Gabriel Signoret ;
- Gribouille en 1937 avec Raimu et Michèle Morgan ;
- Le Corbeau en 1943 avec Pierre Fresnay ;
- Messieurs Ludovic  en 1945 avec Bernard Blier et Odette Joyeux ;
- Miroir en 1946 où il occupe un rôle de figurant aux côtés de Jean Gabin, Martine Carol et Fernand Sardou ;
- Topaze en 1950 avec Fernandel et Jacqueline Pagnol ;
- Deburau en 1950 avec Sacha Guitry et Lana Marconi.

Il sera même incarné en 2002 par Philippe Duclos dans le film de Bertrand Tavernier Laissez-passer, film tiré d'une histoire vraie qui relate la Résistance, des professionnels du cinéma, à l'occupant allemand dans le Paris de la Seconde Guerre mondiale.

#### Théâtre
Marcel Bryau était membre de la troupe des Galas Karsenty. Cette troupe a pour vocation de jouer toutes les grandes pièces dans toutes les grandes villes de France et en Europe. La troupe des Galas Karsenty a révélé et confirmé tous les grands comédiens du XXe siècle, comme Jacqueline Maillan, Michel Roux, Pierre Mondy, Philippe Nicaud, Jean Piat, Jacques Jouanneau, Robert Lamoureux, Yvonne Clech, Jacques Marin, Jean Rochefort, Sim, Le Mime Marceau, Pierre Tornade, Danielle Darrieux, Jacques François ou Roger Pierre.
Durant son époque théâtrale, il a principalement joué dans les théâtres parisiens, au théâtre des Célestins à Lyon et au théâtre de la Chaux-de-Fonds à La Chaux-de-Fonds (Suisse).
Dès 1929, il joue en Suisse dans quatre pièces :
- Le Sexe fort de Tristan Bernard
- Enfin seuls  d'Albert Sablon
- Asile de nuit de Max Maurey
- Le Renard de Pierre Wolff.

Dans ces quatre pièces, il donne notamment la réplique à Gabriel Signoret, Suzanne Nivette et Georges Cauroy. Puis, il jouera dans les pièces suivantes durant les années 1956 à 1964 :
- Espoir avec Gabrielle Dorziat et Victor Francen ;
- Adorable Julia avec Madeleine Robinson et Daniel Ceccaldi ;
- Liberté provisoire avec Raymond Pellegrin et Gisèle Pascal ;
- Le Système Fabrizzi avec Jacques Salmon et Dany Carrel.

### Vie privée
Sa fille, Annie est née le 6 juin 1943 à Paris (17e).

## Filmographie
| Année            | En tant que                                               | Titre du film                              | Détails |
| ---------------- | --------------------------------------------------------- | ------------------------------------------ | --- |
| 1933             | Directeur de production                                   | Trois pour cent                            | Réalisation de Jean Dréville sur un scénario de Roger Ferdinand avec Gabriel Signoret et Jérôme Boitel |
| 1936             | Régisseur                                                 | J'accuse                                   | Réalisation d'Abel Gance sur un scénario de Steve Passeur et Abel Gance avec Victor Francen, Renée Devillers et Line Noro |
| 1937             | Régisseur                                                 | Arsène Lupin détective                     | Réalisation et scénario d'Henri Diamant-Berger d'après le roman de Maurice Leblanc L'Agence Barnett & Cie avec Gabriel Signoret et Jules Berry                                                                                   |
| 1937             | Régisseur                                                 | Gribouille                                 | Réalisation de Marc Allégret sur un scénario de Marcel Achard avec RAIMU, Michèle Morgan et ANDREX |
| 1937             | Régisseur                                                 | Orage                                      | Réalisation de Marc Allegret sur un scénario de Marcel Achard et H.G Lustig d'après la nouvelle d'Henri Bernstein Le Venin avec Charles Boyer, Michèle Morgan, Jean-Louis Barrault et Robert Manuel                              |
| 1938             | Assistant réalisateur                                     | Clodoche                                   | Réalisation de Raymond Lamy et Claude Orval sur un scénario d'Antoine de Rochefort avec Pierre Larquey, Denise Bosc et Jules Berry                                                                                               |
| 1943             | Régisseur                                                 | Le Corbeau                                 | Réalisation d'Henri-Georges Couzot sur un scénario de Louis Chablance et Henri-Georges Clouzot avec Pierre Fresnay, Ginette Leclerc, Pierre Larquey et Noël Roquevert                                                            |
| 1945             | Directeur de production                                   | Messieurs Ludovic                          | Réalisation et scénario de Jean-Paul Le Chanois d'après la pièce de Pierre Scize "Ludo" avec Odette Joyeux, Bernard Blier et Jules Berry                                                                                         |
| 1945 sortie 1946 | Directeur de production                                   | On demande un ménage                       | Réalisation de Maurice Cam sur un scénario de René Jolivet d'après la pièce éponyme de Jean de Letraz avec Saturnin Fabre, Jean Tissier, Denise Grey et Robert Dhéry                                                             |
| 1945             | Régisseur                                                 | Boule de suif                              | Réalisation de Christian-Jaque sur un scénario de Luis d'Hée d'après les nouvelles de Guy de Maupassant Boule de suif et Mademoiselle Fifi avec Micheline Presle, Louis Salou et Pierre Palau                                    |
| 1946             | Directeur de production                                   | Miroir                                     | Réalisation de Raymond Lamy sur un scénario de Carlo Rim et Paul Ollivier avec Jean Gabin, Daniel Gelin, Martine Carol, Fernand Sardou et Marcel Bryau                                                                           |
| 1946             | Directeur de production                                   | Le Studio en folie                         | Court métrage. Réalisation de Walter Kapps sur un scénario de Guy Favereau avec Bourvil, Josette Daydé et Philippe Bouvard |
| 1949             | Directeur de production                                   | On ne triche pas avec la vie               | Également titré Docteur Louise. Réalisation de René Delacroix et Paul Vandenbergue sur un scénario de l'abbé Aloysius Vachet et Jacques Jaquemont avec Jean Davy, Madeleine Robinson et Suzanne Gabriello                        |
| 1950             | Directeur de production                                   | Et moi, j'te dis qu'elle t'a fait de l'œil | Réalisation et scénario de Maurice Gleize d'après la pièce éponyme de Maurice Hennequin et Pierre Veber avec Bernard Lancret, Madeleine Lebeau et Jean Paredes                                                                   |
| 1950             | Régisseur                                                 | Topaze                                     | Réalisation et scénario de Marcel Pagnol d'après sa pièce avec Fernandel, Hélène Perdrière, Pierre Larquey, Jacques Morel et Jacqueline Pagnol                                                                                   |
| 1950             | Régisseur général                                         | Le Rosier de madame Husson                 | Réalisation de Jean Boyer sur un scénario de Marcel Pagnol d'après le roman éponyme de Guy de Maupassant avec Bourvil, Pauline Carton et Jacqueline Pagnol                                                                       |
| 1950             | Régisseur                                                 | Deburau                                    | Réalisation et scénario de Sacha Guitry d'après sa pièce avec Sacha Guitry, Lena Marconi et Henri Belly |
| 1950             | Régisseur                                                 | La Passante                                | Réalisation d'Henri Calef sur un scénario d'Henri Calef et Serge Groussard d'après son roman La Femme sans passé avec Henri Vidal, Maria Mauban, Dora Doll, Robert Dalban et Louis de Funès                                      |
| 1951             | Régisseur                                                 | Seul dans Paris                            | Réalisation d'Henri Bromberger sur un scénario d'Alex Joffe, Jacques Berland et Henri Bromberger avec Bourvil, Magali Noël et Yvette Étiévant                                                                                    |
| 1955             | Directeur de production                                   | Les Mains liées                            | Réalisation de Rolland Quignon, Abbé Aloysius Vachet et Paul Vandenbergue sur un scénario de l'abbé Aloysius Vachet d'après le roman du révérend père Lhande Mon petit frère avec Nadine Alari, Paul Vandenbergue et Francis Lax |
| 1956             | Directeur de production                                   | Une gosse sansass'                         | Réalisation de Robert Bibal sur un scénario de Pierre Gaurrier avec Charles Aznavour, Raymond Bussières, Jean Bretonnière et Robert Berri                                                                                        |
| 1957             | Régisseur                                                 | Un certain monsieur Jo                     | Réalisation et scénario de René Jolivet avec Michel Simon, Geneviève Kervine, Jacques Morel et Raymond Bussières |
| 2002             | Un des personnages du film interprété par Philippe Duclos | Laissez-passer                             | Réalisation de Bertrand Tavernier sur un scénario de Jean Cosmos et Bertrand Tavernier d'après le roman de Jean Denaivre avec Jacques Gamblin, Denis Podalydès, Philippe Duclos et Marie Gillain                                 |

## Théâtre
| Année | Rôle joué              | Titre de la pièce   | Détails |
| ----- | ---------------------- | ------------------- | --- |
| 1929  | Différents rôles       | Le Sexe fort        | Pièce de Tristan Bernard avec Gabriel Signoret, Suzanne Nivette, Georges Cauroy et Marcel Bryau                                      |
| 1929  | Différents rôles       | Enfin seuls         | Pièce d'Albert Sablon avec Gabriel Signoret, Suzanne Nivette, Georges Cauroy et Marcel Bryau                                         |
| 1929  | Différents rôles       | Asile de nuit       | Pièce de Marc Maurey avec Gabriel Signoret, Suzanne Nivette, Georges Cauroy et Marcel Bryau                                          |
| 1929  | Différents rôles       | Le Renard           | Pièce de Pierre Wolff avec Gabriel Signoret, Suzanne Nivette, Georges Cauroy et Marcel Bryau                                         |
| 1956  | Gustave                | Espoir              | Pièce d'Henri Bernstein avec Gabrielle Dorziat, Roxane Flavian, Victor Francen et Marcel Bryau                                       |
| 1957  | Le concierge           | Adorable Julia      | Mise en scène de Jean Wall d'après l'œuvre de Somerset Maugham avec Renéé Génin, Madeleine Robinson, Daniel Ceccaldi et Marcel Bryau |
| 1959  | L'inspecteur principal | Liberté provisoire  | Pièce de Michel Durand avec Gisèle Pascal, Raymond Pellegrin et Marcel Bryau                                                         |
| 1964  | Le docteur             | Le Système Fabrizzi | Pièce d'Albert Husson avec Jérôme Perez, Jacques Salmon, Dany Carrel et Marcel Bryau                                                 |